# Fortià (kommunhuvudort)
Fortià är en kommunhuvudort i Spanien.   Den ligger i provinsen Província de Girona och regionen Katalonien, i den östra delen av landet, 600 km öster om huvudstaden Madrid. Fortià ligger 7 meter över havet och antalet invånare är 558.
Terrängen runt Fortià är platt.Runt Fortià är det ganska glesbefolkat, med 32 invånare per kvadratkilometer. Närmaste större samhälle är Figueres, 6,8 km väster om Fortià. Trakten runt Fortià består till största delen av jordbruksmark.